# Mein Schiff 5
Die Mein Schiff 5 ist ein Kreuzfahrtschiff der Reederei TUI Cruises. Es wurde am 24. Juni 2016 in Dienst gestellt, hat eine Länge von 295 Metern und ist für 2534 Passagiere zugelassen.

## Geschichte

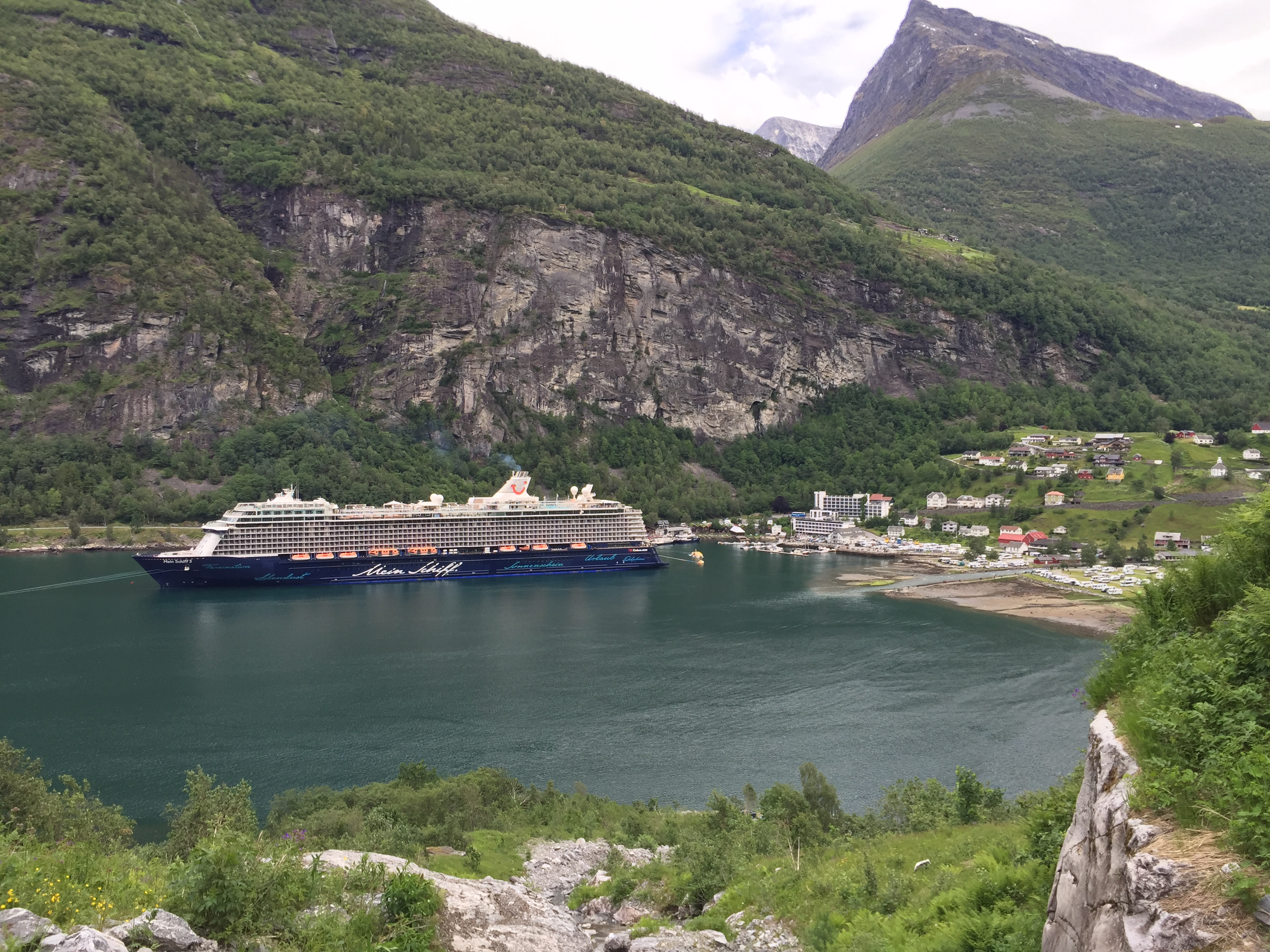
Die Mein Schiff 5 im Hafen von Geiranger

Am 4. August 2014 gab die Papenburger Meyer Werft in einer Pressemitteilung die Akquisition von STX Finland mittels eines Mehrheitsanteils von 70 Prozent bekannt. Zudem teilte sie mit, dass die Hamburger Reederei TUI Cruises bei der STX-Werft im finnischen Turku zwei Neubauten der Blue-Motion-Serie mit Ablieferung 2016 und 2017 vorbehaltlich in Auftrag gaben.
Gleichzeitig mit der Zustimmung der finnischen Regierung zur Akquisition wurde am 19. September 2014 die Bestellung über die Mein Schiff 5 und Mein Schiff 6 rechtskräftig, die sich nur in der Innenaufteilung (Bars, Restaurants) unterscheiden.
Der offizielle Baubeginn der Mein Schiff 5 erfolgte mit dem ersten Stahlschnitt der Baunummer 1389 am 18. November 2014 auf der Werft Meyer Turku, knapp einen Monat nach dem Aufschwimmen der Mein Schiff 4. Das Schiff wurde im Baukastenprinzip gefertigt. Am 23. Juni 2015 wurde das Schiff auf Kiel gelegt und der Bau des Schwesterschiffes Mein Schiff 6 begann. Das Aufschwimmen erfolgte am 15. Januar 2016, in der Nacht zum 16. Januar 2016 wurde das Schiff an den Ausrüstungskai verlegt.
Am 20. Juni 2016 wurde die Mein Schiff 5 abgeliefert und von Finnland nach Kiel in Deutschland überführt, wo sie am 24. Juni 2016 in Dienst gestellt wurde. Die Schiffstaufe erfolgte am 15. Juli 2016 in der Lübecker Bucht vor Travemünde durch Lena Meyer-Landrut, die anschließende Jungfernfahrt begann am 16. Juli 2016 in Kiel.